# Talonas

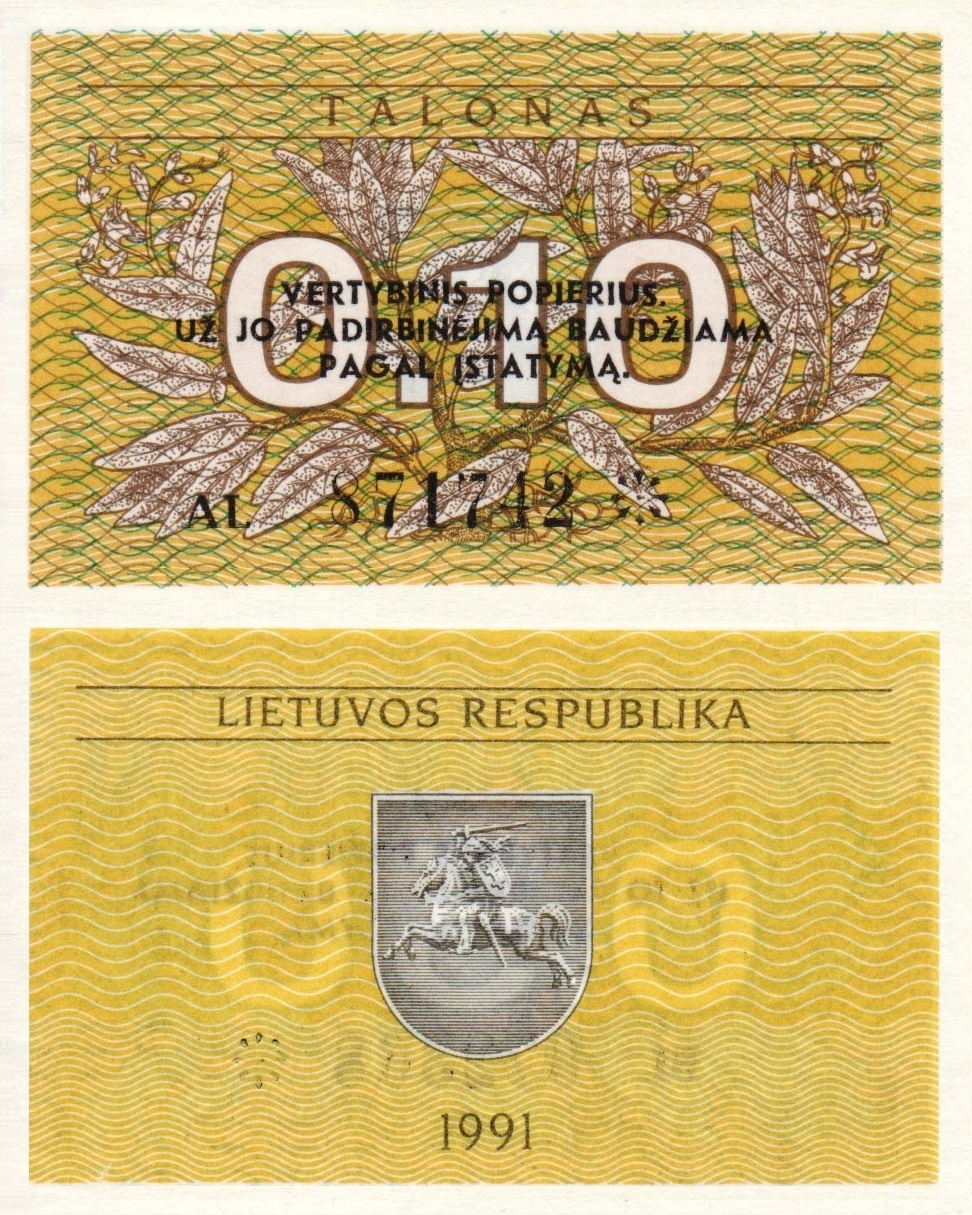
Voor- en achterzijde van een biljet van 0,10 talonas

De talonas was een tijdelijke munteenheid die Litouwen gebruikte in de jaren 1991-1993. Oorspronkelijk werd de talonas naast de Russische roebel gebruikt (1 talonas = 1 roebel), maar op 1 oktober 1992 werd de roebel door de talonas vervangen. Op 25 juni 1993 werd de talonas vervangen door de Litouwse litas tegen een koers van 1 litas = 100 talonų. Het woord talonas betekent ‘coupon’. Het meervoud is talonai; bij ronde getallen gebruikt het Litouws de tweede naamval meervoud, talonų. Er waren alleen bankbiljetten met waarden in talonai, geen munten. De ISO-code voor de talonas was LTT.

## De eerste talonas
Toen Litouwen op 11 maart 1990 zijn onafhankelijkheid had hersteld, was er niet meteen een alternatief voor de Russische roebel als munteenheid. Litouwen bleef voorlopig de roebel doorgebruiken. De koers van de roebel raakte echter in 1991, en vooral na het uiteenvallen van de Sovjet-Unie in december van dat jaar, in een vrije val. Medio 1991 begon Litouwen plannen te maken om de inflatie te beteugelen. Op 5 augustus 1991 introduceerde minister-president Gediminas Vagnorius de talonas als het Litouwse antwoord op de inflatie. Alle werkgevers (en ook de overheid) werden verplicht om 20% van de salarissen in talonai uit te keren en de rest in roebels, met een maximum van 200 talonų. Bij aankoop van goederen moest de koper de prijs in roebels betalen plus nog eens hetzelfde bedrag in talonai. Dus als een paar schoenen 50 roebel kostte, moest de koper 50 roebel plus 50 talonų neertellen. De talonas (‘coupon’) had dus veel weg van een tegoedbon. Alleen voedsel was uitgezonderd; dat hoefde alleen in roebels te worden betaald. 
| Jaar        | Inflatie in % | Inflatie in % |
| ----------- | ------------- | ------------- |
|             | In Litouwen   | In Rusland    |
| 1991        | 225           | onbekend      |
| 1992        | 1100          | 2508,8        |
| 1993        | 409           | 849,9         |
| 1994        | 45,1          | 215,1         |
| 1995        | 35,7          | 175,0         |
| 1996        | 13,1          | 21,8          |
| 1997        | 8,4           | 11,0          |
| 1998        | 2,4           | 84,4          |
| 1999        | 1,5           | 36,5          |
| Bronnen , , |               |               |

De inflatie begon inderdaad uit de pas te lopen met die in Rusland. Litouwen zat lager. Dat het land in 1992 toch min of meer door Rusland werd meegesleept, was gezien de afhankelijkheid van Russische olie en gas onvermijdelijk. Rusland verhoogde de prijzen en eiste betaling in harde valuta. Maar het systeem met de talonai had grote nadelen. Niet de aanbodzijde van de economie werd aangepakt (er waren grote tekorten aan vele goederen en die werden niet kleiner), maar de vraagzijde. De vraag naar luxegoederen nam sterk af omdat het veel tijd kostte om de benodigde talonai bij elkaar te sparen. Mensen gingen noodgedwongen spaartegoeden in roebels opbouwen, die ze niet konden uitgeven. Voedsel en goederen op de zwarte markt, waar geen talonai nodig waren, werden duurder. Er ontstond ook een zwarte markt voor talonai.

## De tweede talonas
Inmiddels werkte Litouwen aan de invoering van een eigen munt. Die zou litas gaan heten, net als de vooroorlogse munt. De nieuwe munten en bankbiljetten werden al in de zomer van 1991 aangemaakt en lagen al in de herfst van dat jaar in Litouwen in de kluizen in afwachting van de invoering.
Iedereen verwachtte dus een snelle invoering, vooral toen de hoeveelheid roebels in omloop de snel stijgende prijzen niet meer kon bijhouden en in Litouwen een gebrek aan liquide middelen ontstond. Hier en daar werden salarissen al uitbetaald in goederen. De overheid besloot echter anders. Op 1 mei 1992 werd een nieuwe talonas geïntroduceerd, maar nu als een volwaardige munt, die gebruikt mocht worden naast de roebel. Er werden nieuwe bankbiljetten gedrukt, met andere afbeeldingen. Op 1 oktober 1992 werd de roebel buiten koers gesteld. Overgebleven roebels werden nog steeds ingenomen tegen een koers van 1 roebel = 1 talonas. Vanaf dat moment was de talonas de enige geldige muntsoort in Litouwen.
Pas op 25 juni 1993 voerde de regering van Adolfas Šleževičius de litas in tegen een koers van 100 talonų = 1 litas. De ingenomen talonai werden in de papierfabriek van AB Grigiškės in de gelijknamige plaats tot toiletpapier verwerkt.

## Denominaties
In 1991 kwamen bankbiljetten in omloop van 0,10, 0,20, 0,50, 1, 3, 5, 10, 25, 50 en 100 talonai. In 1992 verdwenen de bankbiljetten met de kleinste bedragen (behalve de 1 talonas) en werden nieuwe biljetten in omloop gebracht met de waarden 1, 10, 50, 100, 200 en 500 talonų. In 1993 werden nog nieuwe biljetten van 200 en 500 talonų gedrukt met nieuwe afbeeldingen.
De bankbiljetten hadden de bijnaam Vagnorkės of Vagnoriukai naar Gediminas Vagnorius, de premier onder wiens bewind ze in omloop kwamen. Een andere bijnaam was žvėriukai (‘beestjes’) naar de afbeeldingen van in Litouwen voorkomende dieren op de achterzijde van de hogere waarden. De eerste oplaag was op een slechte kwaliteit papier gedrukt; er circuleerden tamelijk veel vervalsingen.

## Afbeeldingen

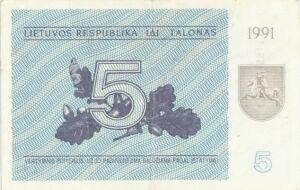
Voorzijde van het biljet van 5 talonai, eerste oplaag
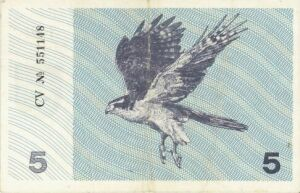
Achterzijde van het biljet van 5 talonai, eerste oplaag
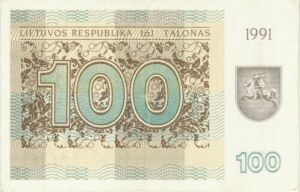
Voorzijde van het biljet van 100 talonų, eerste oplaag
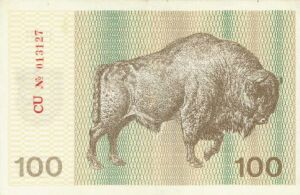
Achterzijde van het biljet van 100 talonų, eerste oplaag
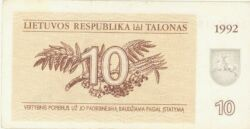
Voorzijde van het biljet van 10 talonų, tweede oplaag
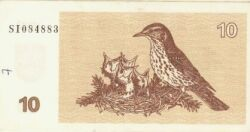
Achterzijde van het biljet van 10 talonų, tweede oplaag
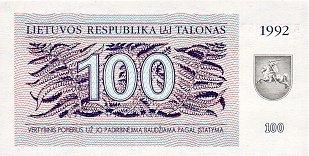
Voorzijde van het biljet van 100 talonų, tweede oplaag
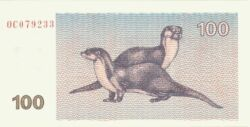
Achterzijde van het biljet van 100 talonų, tweede oplaag
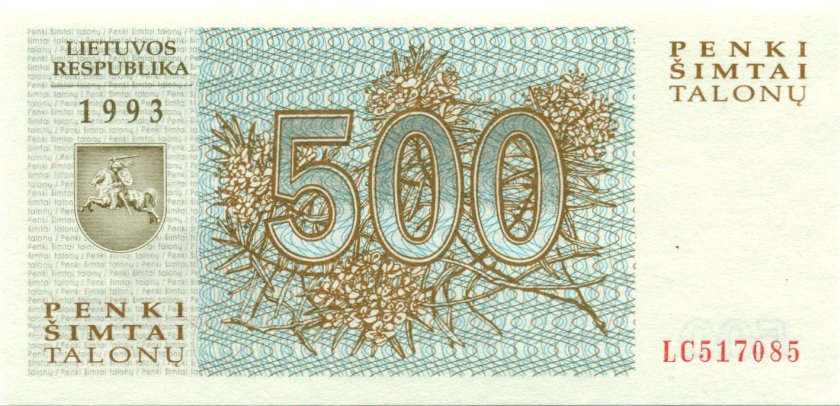
Voorzijde van het biljet van 500 talonų uit 1993
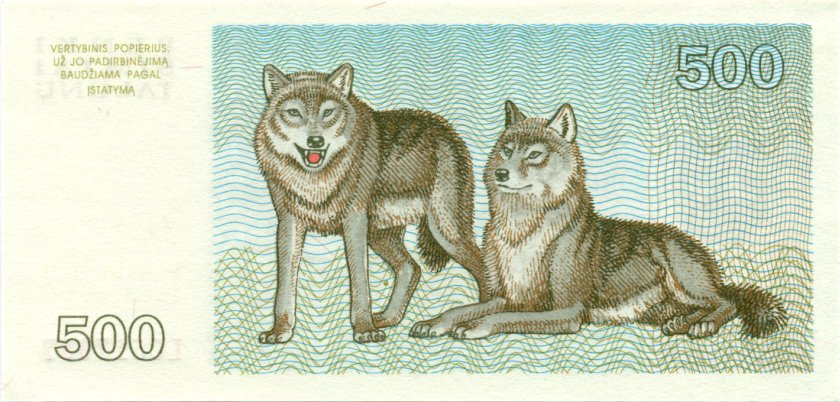
Achterzijde van het biljet van 500 talonų uit 1993